# Августин Томас Браун
Августин Томас Бра́ун (6 березня 1789, Познань — 10 листопада 1861, Львів) — польський і український скрипаль, композитор (автор мазурок, полонезів, музики до театральних вистав) і диригент. Батько музиканта Родеріка Августа Брауна.

## Біографія
Народився 6 березня 1789 року в місті Познані (тепер Польща) в сім'ї вихідця з Прибалтики. Гри на скрипці навчався у свого батька та у гастролючих музикантів.
З 1804 року грав на скрипці у театральному оркестрі у Варшаві, з 1806 року працював концертмейстером в італійській опері в Одесі, згодом у капелі графів Потоцьких у Тульчині. Впродовж 1810—1816 років — диригент російського військового оркестру в Яссах, де збирав місцевий фольклор, упорядкував і видав збірку «Різні східні наспіви і танці в Яссах і Бухаресті (1810—1815)». З 1816 року — у Львові: соліст, концертмейстер і диригент театрального оркестру, з 1844 року — диригент капели в домініканському костьолі, з 1854 року — викладач гри на скрипці в школі Галицького музичного товариства. Помер у Львові 10 листопада 1861 року.